# U–526
Az U–526 tengeralattjárót a német haditengerészet rendelte a hamburgi Deutsche Werft AG-től 1940. augusztus 15-én. A hajót 1942. augusztus 12-én vették hadrendbe. Egy harci küldetése volt, hajót nem süllyesztett el.

## Pályafutása
Az U–526 1943. február 11-én indult első és egyetlen járőrszolgálatára a norvégiai Bergenből, kapitánya Hans Möglich volt. Az Atlanti-óceán északi részén vadászott szövetséges hajókra sikertelenül, majd visszaindult Franciaország felé. Április 14-én ráfutott egy légi telepítésű brit aknára a Vizcayai-öbölben, közel a lorient-i német bázishoz. A robbanás következtében 42 tengerész meghalt az 54 fős legénységből. A búvárhajó elsüllyedt. A roncsot még 1943-ban kiemelték, majd feldarabolták.

## Kapitány
| Név          | Kezdőnap            | Zárónap            |
| ------------ | ------------------- | ------------------ |
| Hans Möglich | 1942. augusztus 12. | 1943. április 14.. |

## Őrjárat
| Indulás | Indulónap         | Érkezés | Zárónap           |
| ------- | ----------------- | ------- | ----------------- |
| Bergen  | 1943. február 11. | *       | 1943. április 14. |

* A tengeralattjáró nem érte el úti célját, elsüllyesztették